# Rozseč (district de Žďár nad Sázavou)
Pour les articles homonymes, voir Rozseč.
Rozseč (en allemand : Rossetsch) est une commune du district de Žďár nad Sázavou, dans la région de Vysočina, en République tchèque. Sa population s'élevait à 90 habitants en 2020.

## Géographie
Rozseč se trouve à 8 km au nord de Velká Bíteš, à 30 km au sud-est de Žďár nad Sázavou, à 34 km au nord-ouest de Brno, à 45,5 km à l'est-sud-est de Jihlava à 152 km au sud-est de Prague.
La commune est limitée par Vidonín au nord, par Rojetín au nord-ouest, par Borovník à l'est et au sud-est, par Březí au sud et par Milešín à l'ouest.

## Histoire
La première mention écrite de la localité date de 1349.

## Transports
Par la route, Rozseč se trouve à 10 km de Velká Bíteš, à 35 km de Žďár nad Sázavou, à 45 km de Brno, à 55 km de Jihlava et à 175 km de Prague.